# Jens Eckhoff (Politiker)

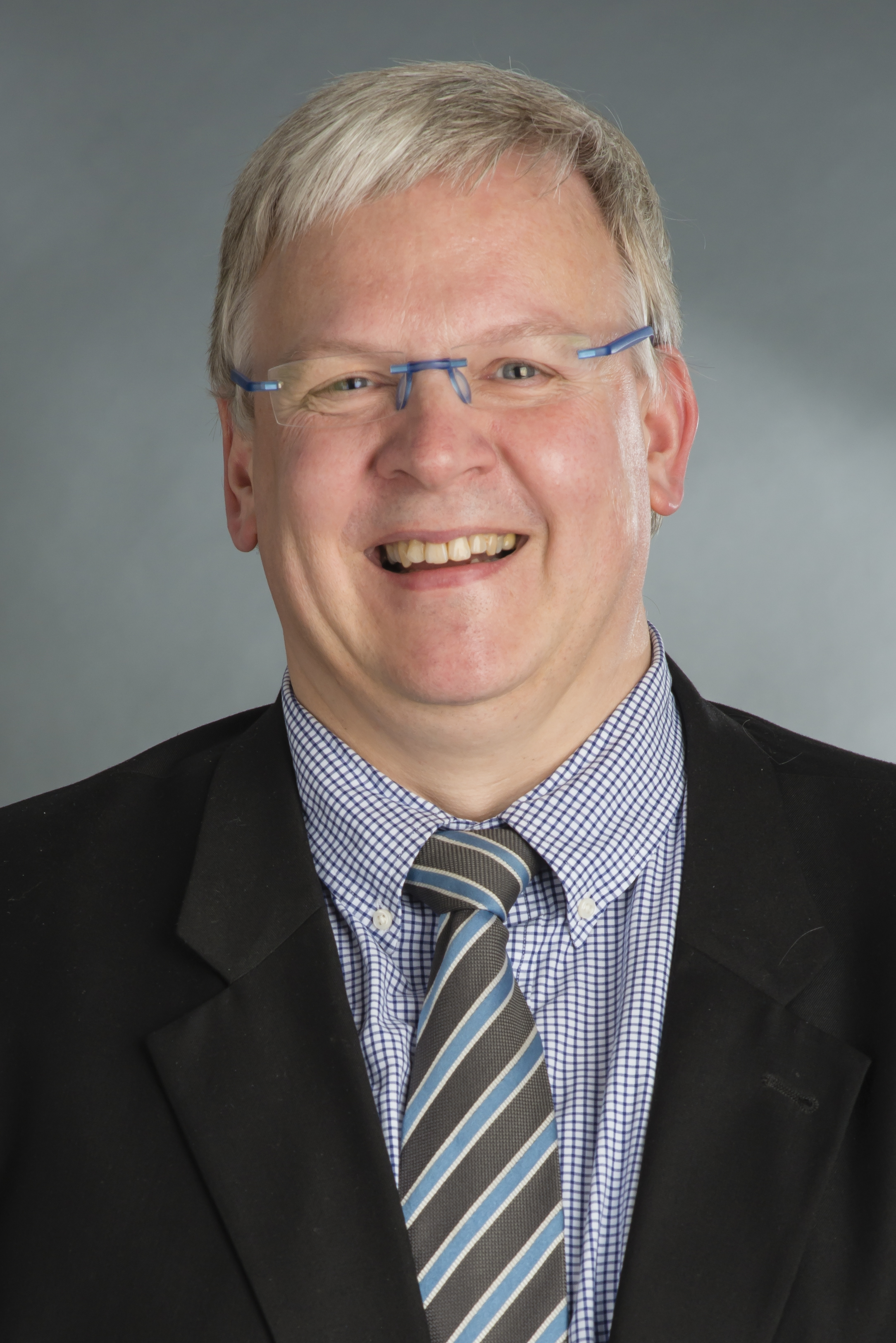
Jens Eckhoff 2015

Jens Eckhoff (* 7. Januar 1966 in Bremen) ist ein deutscher Politiker (CDU). Er ist Abgeordneter der Bremischen Bürgerschaft und ehemaliger Senator für Bau, Umwelt und Verkehr (2003–2006) in der Freien Hansestadt Bremen.

## Biografie

### Ausbildung und Beruf
Eckhoff absolvierte von 1985 bis 1987 bei der Deutschen Bank in Bremen eine Ausbildung zum Bankkaufmann. Bis 1988 war er als Junior-Firmenkundenbetreuer und von 1988 bis 1991 als Verkäufer bei einer Spedition in Bremen tätig. Von März 1991 bis 1993 war er Referent des CDU-Landesvorsitzenden Bernd Neumann. Von 1994 bis Juni 1999 war er im Bereich Sportmarketing und Immobilienberatung selbstständig tätig. 2006 machte sich Eckhoff mit der Projektentwicklungsgesellschaft ihoch5 in Bremen selbständig. Mit dieser Firma ist er an diversen Firmen in den Bereichen Veranstaltungen, Gastronomie und Internet beteiligt.

### Politik

#### Partei
1980 trat Eckhoff in die Junge Union (JU) und 1982 in die CDU ein. Er war zwischen 1984 und 1989 Vorsitzender des Kreisverbandes Bremen-Stadt der JU. 1989 wurde er Landesvorsitzender der JU und blieb dies bis 1998. Zwischen 1984 und 1990 gehörte er dem Kreisvorstandes der CDU Bremen-Stadt an. Von 1989 bis 2006 war er Mitglied des CDU-Landesvorstandes. Von 1990 bis 2010 war er Mitglied des CDU-Stadtbezirksverbandes Östliche Vorstadt. Im Frühjahr 2010 übernahm Eckhoff den Vorsitz des neu geschaffenen CDU-Stadtbezirksverbandes Mitte/Östliche Vorstadt der CDU Bremen. 2012 wurde er als Nachfolger von Hans-Georg Gerling zum Vorsitzenden des CDU-Kreisverbandes Bremen-Stadt gewählt.
Seit November 2012 ist er Stellvertretender Landesvorsitzender der CDU Bremen.
Im Juni 2003 wurde bekannt, dass in seinem Parteibüro und dem des damaligen CDU-Landesvorsitzenden Bernd Neumann Abhörgeräte gefunden worden waren; die Sendesignale hatte ein blinder Funkamateur entdeckt. Bei der anschließenden Suche wurden allerdings zahlreiche Spuren verwischt.
Nach 2003 bis 2006 geriet Eckhoff innerhalb der CDU in eine Außenseiterrolle. Parteiintern trat er für die Reform der bremischen CDU zu einer „modernen Großstadtpartei“ ein. Er vertrat auch die Ansicht, dass um die SPD nach der Bürgerschaftswahl 2007 ablösen zu können, auch eine schwarz-grüne Koalition in Bremen ins Auge gefasst werden müsse.

#### Abgeordnetentätigkeit
Eckhoff war vom 16. Oktober 1991 bis zum 3. Juli 2003 Mitglied der Bremischen Bürgerschaft. Danach trat er aus der Bürgerschaft aus, da er Senator wurde. Am 22. Februar 2006 trat er nach dem Ende seiner Tätigkeit als Senator wieder in die Bürgerschaft ein und schied zum Ende der Wahlperiode am 7. Juni 2007 wieder aus.
1999 setzte sich Eckhoff in einer Kampfabstimmung gegen den bisherigen Fraktionsvorsitzenden der CDU Ronald-Mike Neumeyer durch und war dann bis zu seinem Ausscheiden aus der Bürgerschaft 2003 Fraktionsvorsitzender und damals mit 33 Jahren der jüngste CDU-Landtagsfraktionsvorsitzende.
Mit der Bürgerschaftswahl 2015 ist er seit dem 8. Juni 2015 wieder Mitglied der Bremischen Bürgerschaft.

Er ist vertreten im
Ausschuss für Bundes- und Europaangelegenheiten, internationale Kontakte und Entwicklungszusammenarbeit (Mitglied),
Betriebsausschuss Performa Nord (stellv. Mitglied),
Haushalts- und Finanzausschuss (Land) (Vorsitzender),
Rechnungsprüfungsausschuss (Land) (Mitglied) und im
Ausschuss für Bürgerbeteiligung, bürgerschaftliches Engagement und Beiräte (Mitglied)
Er ist aktuell Sprecher für Finanzen/Haushalt der CDU-Fraktion.

### Öffentliche Ämter
Vom 4. Juli 2003 bis 22. Februar 2006 war Eckhoff in den Senaten von Henning Scherf und Jens Böhrnsen Senator für Umwelt, Bau und Verkehr Bremen. Den Rücktritt im Februar 2006 erklärte er mit persönlichen Gründen. Er wolle sich aus der großen Politik verabschieden und zunächst bis zur nächsten Bürgerschaftswahl nur Abgeordneter bleiben. Nachfolger als Senator wurde der von ihm 1999 als Fraktionsvorsitzende verdrängte Ronald-Mike Neumeyer.

### Weitere Mitgliedschaften
- Von 2003 bis 2006 war Eckhoff Aufsichtsratsvorsitzender der GEWOBA.
- Er ist seit 2005 Präsident der Deutschen Stiftung zur Förderung der Offshore-Windenergie.[6] Vom 1. Dezember 2009 bis zum 31. Juli 2010 war er Interim-Geschäftsführer der Windenergie-Agentur Bremerhaven/Bremen e. V. (WAB).
- Er ist Aufsichtsratsmitglied bei der Deutschen Windtechnik in Bremen[7].
- Des Weiteren sitzt er im Beirat der Schneider Electric Deutschland GmbH.